# Saint-Jean-Lherm
Saint-Jean-Lherm è un comune francese di 370 abitanti situato nel dipartimento dell'Alta Garonna nella regione dell'Occitania.

## Società

### Evoluzione demografica
Abitanti censiti